# دايفيد ديفيس
دايفيد ديفيس (بالإنجليزية: David Brion Davis)‏ (و. 1927 – م) هو مؤرخ، ومدرس، وأستاذ جامعي، ومؤلف، من الولايات المتحدة الأمريكية، ولد في دنفر، كولورادو، وهو عضوٌ في الجمعية الأمريكية للفلسفة، والأكاديمية الأمريكية للفنون والعلوم، والأكاديمية البريطانية، وفاي بيتا كابا.

## مناصب
تولى منصب رئيس مجلس الإدارة، منظمة المؤرخين الأمريكيين (1988–1989).

## التعليم
تعلم في جامعة ييل، وتحصل منها على ماجستير الآداب، وجامعة أكسفورد، وتحصل منها على ماجستير الآداب، وجامعة هارفارد، وتحصل منها على ماجستير الآداب، وجامعة هارفارد، في تخصص تاريخ، وتحصل منها على دكتوراه في الفلسفة (1951–1956)، ودارتموث، وتحصل منها على بكالوريوس الآداب.

## مناصب وهيئات
أدار جامعة ييل (1969–2004)، وجامعة كورنيل (1955–1969).

## الخدمة العسكرية
خدم في القوات البرية للولايات المتحدة (1945–1946).

## جوائز
حصل على جوائز منها:
- جائزة رالف والدو إمرسون [الإنجليزية]‏ (2007)
- جائزة بانكروفت (1976)
- جائزة بوليتزر عن فئة الأعمال غير الخيالية، عن عمل: مشكلة العبودية في الثقافة الغربية [الإنجليزية]‏ (1967)
- جائزة أنسفيلد - وولف [الإنجليزية]‏، عن عمل: مشكلة العبودية في الثقافة الغربية [الإنجليزية]‏ (1967)
- جائزة الكتاب الوطني  [لغات أخرى]‏
- وسام مئوية هارفارد
- زمالة غوغنهايم.

## روابط خارجية
- دايفيد ديفيس على موقع الموسوعة البريطانية (الإنجليزية)